# (24397) Parkerowan
(24397) Parkerowan est un astéroïde de la ceinture principale d'astéroïdes.

## Description
(24397) Parkerowan est un astéroïde de la ceinture principale d'astéroïdes. Il fut découvert le 8 janvier 2000 à Socorro (Nouveau-Mexique) par le projet LINEAR. Il présente une orbite caractérisée par un demi-grand axe de 2,41 UA, une excentricité de 0,14 et une inclinaison de 8,1° par rapport à l'écliptique.

## Compléments